# Phtheochroa inopiana
Phtheochroa inopiana es una especie de polilla de la familia Tortricidae. Se encuentra en China (Beijing, Gansu, Hebei, Heilongjiang, Jilin), Irán, Japón, Mongolia, Rusia y la mayor parte de Europa. También se ha registrado en América del Norte. El hábitat consta de áreas húmedas y bordes de bosques.

## Descripción
La envergadura es de 17–22 mm. Las alas anteriores son relativamente estrechas y parduscas, de color bastante variable. Los adultos son sexualmente dimórficos, las hembras son más sencillas que los machos. Meyrick lo describe:
| Alas anteriores de color ocre claro, más o menos salpicado o estrigulado de marrón, a veces teñido de rojizo; a veces dos puntos más oscuros en el disco más allá del medio. Fuscous pálido de las alas traseras. La larva ocre-blanquecina; cabeza y plato de 2 marrones. |

## Alimentación
Las larvas se alimentan dentro de las raíces de Pulicaria dysenterica. La especie pasa el invierno en estado larvario.